# イリア県

イリア県
Περιφερειακή ενότητα Ηλείας測地系: 北緯37度40分 東経21度30分 / 北緯37.667度 東経21.500度座標: 北緯37度40分 東経21度30分 / 北緯37.667度 東経21.500度

イリア県（イリアけん、ギリシア語: Ηλεία / Ileia、英語: Elis, Ilia）は、ギリシャ共和国の西ギリシャ地方を構成する行政区（ペリフェリアキ・エノティタ）のひとつ。ペロポネソス半島の西部に位置する。古代にはエーリスと呼ばれた土地である。県都はピルゴス。

## 地理
イリア県の南北は100km、東西は55kmあり、小さい2つの半島が属している。
イリア県の領域は古代のエーリスの地域と完全に一致しているわけではなく、古代はアルカディアに含まれたランビアがイリア県に編入され、また古代はエーリスに含まれたカログリアが現在はアハイア県に含まれている。
県内最長の川はアルフィオス川である。その他にはエリマントス川やピニオス川、ネダ川が流れ、そのほとんどがイオニア海に注いでいる。北部や東部には人工池やダムがあり、そのうちピニオスダムは北部イリア県に水を供給している。また、オリンビア近郊にある貯水池は、ピルゴスに水を供給している。
東部は森林に覆われており、南部にはマツの木が多く茂っている。また、県内にはモヴリ山脈やディヴリ山脈、ミンテ山脈などが連なっている。
県の約3分の1は肥沃な土地であるが、残りは山がちな地形で、耕作には不向きである。また、かつて沼沢地が面積の約1%を占めていたが、農業用に干拓されて激減し、今では保護地区となった10km²を残すのみとなっている。
また、エーリスやエピタリオン、オリンピアの古代遺跡も存在している。オリンピアは、紀元前776年から古代オリンピックが開催された場所として有名であり、現在は博物館が建設されている。

### 気候
イリア県は夏が温暖で、晴天が多い地中海性気候である。気温は40℃を超えることもあった。また山がちな地形の内陸部では、冬は寒冷で、山岳地帯では積雪が見られる。また、イリア県はペロポネソス半島東側の地域よりも湿潤である。

### 主要な都市
人口3000人以上の都市には以下がある（人口はいずれも2001年国勢調査）。
- ピルゴス（ピルゴス市） - 23,274人
- アマリアダ（英語版）（イリダ市） - 18,261人
- ガストゥニ（英語版）（ピニオス市） - 7,423人
- ザハロ（英語版）（ザハロ市） - 5,407人
- クレステナ（ギリシア語版）（アンドリツェナ＝クレステナ市） - 4.903人
- レヘナ（英語版）（アンドラヴィダ＝キリニ市） -  3.541人
- アンドラヴィダ（英語版）（アンドラヴィダ＝キリニ市） - 3.483人
- ヴァルダ（ギリシア語版）（アンドリツェナ＝クレステナ市） - 3,100人
- ヴァルトロミオ（英語版）（ピニオス市） - 3.093人

- ザハロ
- キリニ

## 歴史
古典時代のエーリスの地域は独立した国家であり、エーリスの町や、紀元前776年から紀元後394年にかけて古代オリンピックが開催された聖域であるオリンピアが中心地であった。その後、紀元前146年にエーリスの地域は共和政ローマに併合され、アカエア属州の一部となった。紀元3世紀から4世紀にかけての民族大移動の時代には、ヴァンダル人や西ゴート人などが侵略し、被害を受けた。ローマ帝国が東西に分裂すると、エーリスの地域は東ローマ帝国領となった。
第4回十字軍がビザンツ帝国を滅ぼし、1204年にアカイア公国を建国すると、エーリスの地域はその領土に編入された。アカイア公国治下において、フレムツィ城が建設されたが、1460年に公国はオスマン帝国に征服された。
オスマン帝国の支配は1821年のギリシャ独立戦争まで続いた。その間、ヴェネツィア共和国が1490年代と16世紀初め、および1681年から1715年にかけて、海岸部の町を、いくつかではあるが支配したこともあった。
ギリシャ王国が独立すると、イリア県は経済面および農業面で急激な成長を果たした。そしてピルゴスの町が中心的な地位を確立するようになった。第一次世界大戦においては、他のペロポネソス半島の地域と同様に、イリア県は戦争の被害を受けることはなかった。その後の希土戦争では、小アジア地域からのギリシャ人が移住してきた。
第二次世界大戦とギリシャ内戦によって、イリア県は深刻な被害を受け、経済は低迷した。ギリシャが軍事政権から民主制に移行し、1981年に欧州共同体に加盟するようになると、県の経済はしだいに回復し、インフラストラクチャー整備も向上された。

## 社会

### 人口
| 年   | 人口（人） | 増減            | 人口密度（人/km²） |
| ---- | ---------- | --------------- | ------------------ |
| 1991 | 174,021    | -               | 65                 |
| 2001 | 192,340    | +18,319/+10.53% | 71.74              |
| 2005 | 198,765    | +6,425/+3.34%   | 75.9               |

イリア県は、ペロポネソス半島に位置する県の中で、アカイア県に次いで2番目の人口を有する県であり、その約7割は肥沃な低地部に居住している。
古代のエーリス地域の人口は、約5,000人から10,000人程度であり、紀元前1年には10,000人から20,000人前後に達した。その後、民族大移動や伝染病によりこの地域の人口は減少の一途をたどった。しかし、1800年代から徐々に人口は回復し、1900年代には急増した。1900年頃から人口は100,000人を超え、二度の大戦で人口は減少したものの、20世紀後半には150,000人に達した。また、ピルゴスの人口は1950年頃に10,000人であったが、1980年代には20,000人を突破した。イリア県の北西部は成長する一方で、東部および南部は衰退する傾向にある。

### 経済
イリア県の主な生産物は、トウモロコシやトマト、ジャガイモ、ピーマン、スイカ、メロンなどと家畜であり、県内には3つのトマト工場が操業されている。イリア県の北部と、隣のアハイア県の一部地域は、ペロポネソス半島で最も肥沃な土地として知られている。
また、古代から中世にかけては織物業がさかんであった。しかし、1950年代になるとアマリアダやピルゴスを除いて、ほぼ県全域が農業主体となった。現在でもイリア県の労働者の3分の1は農業を営んでいる。

## 行政区画

イリア県

### 市（ディモス）
イリア県は、以下の自治体（ディモス、市）から構成される。人口は2001年国勢調査時点。
|   | 自治体名                   | 綴り                 | 政庁所在地                | 面積 Km² | 人口   |
| - | -------------------------- | -------------------- | ------------------------- | -------- | ------ |
| 1 | ピルゴス                   | Πύργος               | ピルゴス (el)             | 455.1    | 51,777 |
| 2 | イリダ                     | Ήλιδα                | アマリアダ (el)           | 401.9    | 37,750 |
| 3 | アンドリツェナ＝クレステナ | Ανδρίτσαινα-Κρέστενα | クレステナ (el)           | 419.2    | 21,912 |
| 4 | アルヘア・オリンビア       | Αρχαία Ολυμπία       | アルヘア・オリンビア (el) | 544.9    | 19,875 |
| 5 | ザハロ                     | Ζαχάρω               | ザハロ (el)               | 275.7    | 15,409 |
| 6 | アンドラヴィダ＝キリニ     | Ανδραβίδα-Κυλλήνη    | レヘナ (el)               | 354.1    | 26,333 |
| 7 | ピニオス                   | Πηνειός              | ガストゥニ (el)           | 162.9    | 20,232 |

### 旧自治体（ディモティキ・エノティタ）

イリア県の旧自治体（1999年 - 2010年）

カリクラティス改革（2010年）以前の広域自治体（ノモス）としてのイリア県は、以下の基礎自治体から構成されていた。改革後、旧自治体は新自治体（ディモス）を構成する行政区（ディモティキ・エノティタ）となっている。
| 番号 | デモス               | ギリシャ語     | 政庁所在地       | 郵便番号             | 人口（2001年） |
| ---- | -------------------- | -------------- | ---------------- | -------------------- | -------------- |
| 1    | ピルゴス             | Πύργος         | ピルゴス         | 271 xx               | 34,902         |
| 2    | アリフィラ           | Αλίφειρα       | カリテア         | 270 62               | 3,829          |
| 3    | アマリアダ           | Αμαλιάδα       | アマリアダ       | 272 00 270 69 273 00 | 32,090         |
| 4    | アンドラヴィダ       | Ανδραβίδα      | アンドラヴィダ   | 270 51               | 4,309          |
| 5    | アンドリツェナ       | Ανδρίτσαινα    | アンドリツェナ   | 270 61               | 2,152          |
| 6    | アルヘア・オリンビア | Αρχαία Ολυμπία | オリンビア       | 271 65               | 11,069         |
| 7    | ヴァルトロミオ       | Βαρθολομιο     | ヴァルトロミオ   | 270 50               | 5,348          |
| 8    | ヴプラシア           | Βουπρασία      | ヴァルダ         | 270 52               | 11,204         |
| 9    | ヴォラカス           | Βώλακας        | エピタリオ       | 270 58               | 3,552          |
| 10   | ガストゥニ           | Γαστούνη       | ガストゥニ       | 273 00               | 11,523         |
| 11   | ザハロ               | Ζαχάρω         | ザハロ           | 270 54               | 12,910         |
| 12   | ヤルダノス           | Ιάρδανος       | ヴナルゴ         | 271 00               | 4,297          |
| 13   | カストロ＝キリニ     | Κάστρο-Κυλλήνη | キリニ           | 270 68 270 50        | 4,486          |
| 14   | ランビア             | Λαμπεία        | ランビア         | 270 63               | 1,374          |
| 15   | ラショナ             | Λασιώνα        | パノプロ         | -                    | 2,562          |
| 16   | レヘナ               | Λεχαινά        | レヘナ           | 270 53               | 6,334          |
| 17   | ピニア               | Πηνεία         | シモプロ         | 270 69               | 5,660          |
| 18   | スキルンダ           | Σκιλλούντα     | クレステナ       | 270 55               | 15,931         |
| 19   | トラガノ             | Τραγανό        | トラガノ         | 270 57               | 3,361          |
| 20   | フィガリア           | Φιγαλεία       | ネア・フィガリア | -                    | 2,499          |
| 21   | フォロイ             | Φολόη          | ララス           | 270 66               | 4,870          |
| 22   | オレニ               | Ωλένη          | カラトゥラス     | 270 64               | 9,026          |

- Διοικητική διαίρεση νομού Ηλείας - イリア県の自治体・集落一覧（1999年 - 2010年）

### 郡（エパルヒア）
県には以下の2つの郡（エパルヒア）があったが、2006年以降法的な位置づけは行われていない。
| 郡名              | 綴り    | 中心地         |
| ----------------- | ------- | -------------- |
| イリア郡 (en)     | Ηλεία   | ピルゴス       |
| オリンビア郡 (en) | Ολυμπία | アンドリツェナ |

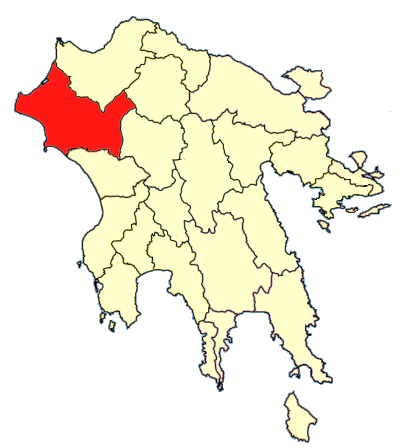
イリア郡
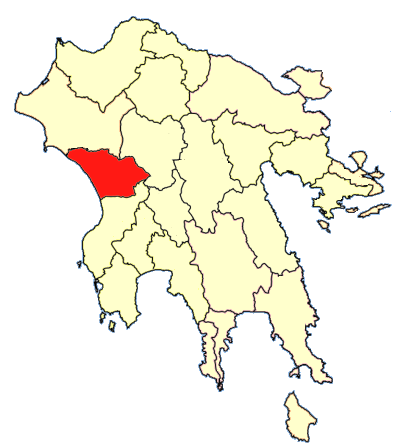
オリンビア郡

## 交通

### 道路
- 国道9号線（欧州自動車道路E55号線）
- 国道74号線
- 国道76号線

### 鉄道
- パトラ - ピルゴス - カラマタ 間
- ピルゴス - オリンピア 間

### 港
- フェリー（キリニ港からザキントス島・ケルキラ島へ）

### 空港
軍用空港がピルゴスの北、アンドラヴィダ近郊にある。民間空港はイリア県内に無く、一番近い民間空港はカラマタにある。

## スポーツ
- パニリアコスFC
- パオ・ヴァルダFC

## 著名な出身者
- アレクサンドロス・パナグリス (1939-1976、詩人・政治家)

古代のエーリス出身者についてはエーリス#出身者を参照。

## 参考
- I Ileia Dia Meson ton Aionon (Ilia In The Middle Of The Age)
- Ston Pyrgo kai stin Ileia tou 1821-1930 (Στον Πύργο και στην Ηλεία του 1821-1930 = In Pyrgos And In Ilia (1821-1930)
- Ilia Before The Revolution of 1821 (η Ηλεία πρίν την επανάσταση του 1821 = I Ileia prin tin epanastasi tou 1821) Vyronas Davos 1997
- The Life Of The Inhabitants Of Ilia During The Turkish Rule (η ζωή των κατοίκων της Ηλείας κατα την τουρκοκρατία = I zoi ton katoikon tis Ileias kata ton tourkokratia) Vyronas Davos 1997
- Toponmia tis Ileias (Τοπονύμια της Ηλείας = Toponym of Elis) Vyronas Davos